# Allonothrus giganticus
Allonothrus giganticus är en kvalsterart som beskrevs av Haq 1978. Allonothrus giganticus ingår i släktet Allonothrus och familjen Trhypochthoniidae. Inga underarter finns listade i Catalogue of Life.